# 益満休之助
益満 休之助（ますみつ きゅうのすけ）は、幕末の薩摩藩士。

## 生涯
薩摩国鹿児島高麗町生まれ。高麗町は加治屋町方限（ほうぎり）と並んで、幕末から明治にかけての偉人を輩出した三方限の一つである。薩摩藩の尊王攘夷派として、江戸で活動する。万延元年（1860年）には清河八郎が結成した虎尾の会に名を連ねる。
慶応3年（1867年）末、西郷隆盛の密命を帯びて伊牟田尚平らとともに江戸へ赴き、江戸薩摩藩邸を本拠として中村勇吉、相楽総三ら約500名の浪人を集め、江戸市内を意図的に混乱させる工作をした（江戸薩摩藩邸の焼討事件）。その狙いは、幕府の施政を妨害し、挙兵させ、それによって江戸を中心とした関東地区を撹乱することで、民衆の不満を煽り、尊皇攘夷の大義名分を得て、新政府実現へのきっかけとすることにあった。
果たして、狙い通りに江戸取締役を務めていた庄内藩軍を主力とする幕府軍が江戸薩摩藩邸を襲撃、この知らせが大坂城に至り、会津藩及び桑名藩を刺激し、鳥羽・伏見の戦いが勃発した。のち、幕府方により逮捕され処刑される直前に勝海舟によって身請け・幽閉された。
慶応4年（1868年）3月、新政府軍の江戸総攻撃に際し、勝海舟の命を受け、幕府の使者・山岡鉄舟を駿府総督府へ送る大役を務め、西郷隆盛との会見を成功させた。同年5月の上野戦争で、流れ弾にあたって横浜の野戦病院で最期を遂げたと伝わる。享年28。